# Guillaume de Grandchamp de Grandrye
Guillaume de Grandrye dit Grandchamp est un ambassadeur de France en poste à la Sublime Porte de 1566 à 1571 auprès du pacha Selim II qui vient de succéder à son père Soliman le Magnifique.

## Biographie
Le premier membre connu de sa famille est Pierre de Grantrie, certainement originaire des Flandres, venu à la suite de la comtesse de Nevers et demandant l’autorisation de se fixer à Monceaux (en Nivernais) en 1276. Il fonde le hameau de Grandrye, situé à trois kilomètres au Nord-Est de Moulins-Engilbert (Nièvre), et peut-être plus tardivement le village de Grandry, situé à cinq kilomètres au nord de Besne (Nièvre). Un manoir aujourd'hui disparu est abandonné par la famille qui s'installe au château de Besne. La famille est fortement possessionnel en Nivernais et Albert de Grandrye, chevalier, seigneur de Grandry, de Besne et de Ringères, grénetier à Moulins-Engilbert, s'allie à Marguerite de L'Aubespine, de la puissante famille des barons de Châteauneuf-sur-Cher. La dalle funéraire d'Albert est toujours visible dans l'église de Moulins-Engilbert. Ils sont les parents de Guillaume de Grandrye, fils cadet, destiné à l'église qui prit le nom "de Grandchamp".
Guillaume des Jours, seigneur de Moutceau, épouse Catherine de Grandrye en 1536. Il décéda en laissant sa femme devant les nombreux procès qu'il avait en cours et d'importantes dettes. Son beau-frère, Charles de Grandrye fait saisir la terre de la Montagne le 8 février 1545 et ses requêtes n'aboutirent qu'en 1549. Sans postérité, il légua ses biens à sa femme et à ses deux neveux. Le partage attribua la terre de la Montagne à Guillaume II de Grandrye qui devant embrasser l'état ecclésiastique avait reçu l'Abbaye de Grand Champ dont il conserva le nom. Il embrassa le parti de la religion dite Réformée et entra dans la carrière militaire. Il fut chambellan du duc d'Alençon, le frère de Charles IX. Ambassadeur à Constantinople de 1566 à 1570, il retrouva en 1571 son château entièrement ruiné.

### Son ambassade  à la Cour ottomane
Avec l'arrivée au pouvoir de Selim II à Constantinople, le roi Charles IX de France envoie un nouvel ambassadeur en remplacement de Jean Cavenac de la Vigne auprès de l'Empire ottoman.
En 1566, Guillaume de Grandchamp de Gandrye proposa à la Cour ottomane, un plan, élaboré par Charles IX de France et Catherine de Médicis, pour régler la question huguenote en France et régler le problème luthérien dans le Saint-Empire romain germanique. Ce plan prévoit la création en Moldavie d'une colonie militaire peuplée de protestants français et germains, faisant office de zone tampon contre la maison des Habsbourg. Ce plan a également l'avantage de supprimer les huguenots de France et de mettre un terme aux guerres de religion qui ensanglantent la France. Guillaume de Grandchamp de Grandrye s'est proposé au poste de Voïvode de la Moldavie et paierait un tribut de 20 000 ducats à l'Empire ottoman. Face à cette proposition, la Cour ottoman fut dubitative et ne prit pas réellement au sérieux ce plan.
En 1569, les Ottomans saisirent les navires français et étrangers sous pavillon français afin de recouvrer une dette estimée à 150 000 écus ou ducats que Charles IX devait à l'Empire ottoman par l'intermédiaire du banquier Joseph Nassi. Après les protestations diplomatiques, seuls les navires français et leurs biens furent conservés, totalisant un montant d'environ 42 000 ducats. En 1569, Les marchandises et autres biens furent partiellement rendus à la France après la signature d'une des nombreuses capitulations de l'Empire ottoman.